# Pietro Bangher
Peter Bangher (noto come Il Bangher) (Levico Terme, 7 maggio 1850 – post 1910) è stato un brigante italiano con cittadinanza austriaca, famoso per le sue attività criminose in Valsesia e nel Biellese.

## Biografia
Peter Bangher nacque nel 1850 a Levico (che all'epoca faceva parte dell'Impero Austroungarico) da Bartolomeo (mugnaio) e da Rosa Hues. Ricercato per diversi reati dalle autorità locali nel 1877 divenne latitante e cominciò a vagare per le montagne.
Abile cacciatore dotato di forza e resistenza notevolissime sopravvisse inizialmente con lavori temporanei presso paesi e cascine, ma scivolò poi progressivamente verso la criminalità abituale. Senza mai diventare un assassino si dedicava però a furti, rapine e molestie sessuali.
I suoi vagabondaggi lo portarono progressivamente verso ovest e, dopo aver lasciato tracce in Lombardia, nel Canton Ticino e in Val d'Ossola raggiunse la Valsesia, dove in qualche modo si stabilizzò.
Il bandito visitava gli alpeggi e le abitazioni isolate alternando la semplice richiesta di cibo a vere e proprie rapine. Nel 1882 fu condannato a sei mesi di prigione per ferimento dal tribunale di Varallo Sesia. Catturato in un'osteria scontò la condanna e fu poi rimesso in libertà.

Dopo un breve periodo di assenza l'uomo fece ritorno in valle dove fu presto denunciato per vari furti; il tentato stupro di tre donne fece scalpore e causò l'intensificazione delle ricerche da parte delle forze dell'ordine. Fu quindi in breve catturato da una pattuglia di carabinieri con la quale collaborò un cacciatore del luogo, Eugenio Topini. Il bandito scontò due anni di carcere nei pressi di Terni e ritornò quindi clandestinamente in Piemonte. Il suo raggio di azione si ampliò e mise in atto furti, rapine e stupri nel Biellese, in Valle d'Aosta e in Val d'Ossola. Il bandito divideva spesso il bottino con i propri amici e informatori, riuscendo così a garantirsi una certa solidarietà da parte di numerosi montanari valsesiani. Per cercare di vincere tale clima di omertà e di parziale appoggio i comuni della valle istituirono una taglia che fu incrementata da una cospicua donazione del parlamentare valsesiano Carlo Pizzetti. 

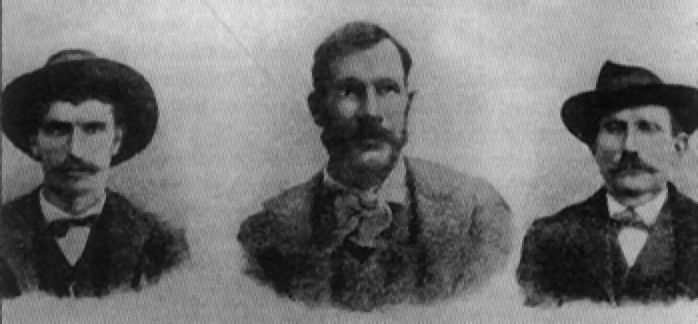
Pietro Bangher tra Giacomo Ubertalli e Giovanni Battista Ferla

 Nella notte tra il 21 e il 22 gennaio 1900 i pastori Giacomo Ubertalli (52 anni, di Portula) e Giovanni Battista Ferla (19 anni, di Trivero) con uno stratagemma riuscirono a catturare l'uomo e a consegnarlo ai carabinieri di Coggiola. Dopo l'arresto il Bangher fu inizialmente detenuto nel carcere di Biella ma, avendo commesso l'ultimo reato del quale era accusato a Vocca (nella giurisdizione di Varallo), fu dopo poco tradotto in Valsesia. Il processo ebbe una notevole eco sulla stampa del tempo; la difesa dell'imputato fu assunta dall'avvocato torinese Giovanni Bruno, che riuscì ad ottenere una pena relativamente mite: undici anni e tre mesi di reclusione più tre anni di libertà vigilata. A seguito della sentenza il Bangher scontò la condanna in parte a Castelfranco Emilia e in parte a Fossano; l'ultimo periodo di detenzione lo trascorse nella colonia carceraria dell'isola di Pianosa. Al termine della pena, abbreviata da un indulto, il bandito nell'autunno del 1910 fu espulso dal Regno d'Italia e consegnato alle forze di polizia austro-ungariche.
Pietro Bangher fece però ancora una volta ritorno in Valsesia, dove visse clandestinamente sui monti attorno a Rassa e dove fu nuovamente segnalato per furti e molestie. L'età ormai piuttosto avanzata gli impediva ormai di compiere imprese clamorose, e il clima di tensione creato dalla sua presenza poco a poco si affievolì. La sua fine è tuttora avvolta nel mistero: l'ipotesi più plausibile è che il bandito sia stato sommariamente giustiziato da qualcuno tra i molti nemici che negli anni si era creato.

## Nella cultura di massa
Le gesta del bandito rimasero a lungo nella leggenda e nel parlare comune della zona tanto che l'appellativo di Bangher veniva usato come sinonimo di discolo o scavezzacollo.
Il gruppo rock-folk biellese Arbej dedicò al bandito la canzone Pietro Bangher, terza traccia del CD del 2001 La mia terra.
A Pietro Bangher è intitolato il Trail del Bangher, giunto nel 2010 alla sua quinta edizione. Si tratta di una corsa podistica dello sviluppo di 27 km e con 2.200 m di dislivello positivo, organizzata dall'UISP di Biella e che si svolge sulle montagne a cavallo tra Biellese e Valsesia che furono il suo principale campo di azione. Dopo un anno di pausa, la corsa è tornata nel 2012 su di un nuovo percorso di 32 km e 2.700 m di dislivello positivo, mentre per il 2013 è previsto l'allungamento a 43 km con 3.800 m di dislivello.